# Mesías Maiguashca
Mesías Maiguashca (né le 24 décembre 1938 à Quito), est un compositeur équatorien spécialiste de la nouvelle musique, en particulier la musique électroacoustique.

## Biographie
Maiguashca a étudié au Conservatoire National de Quito, à Eastman School of Music de Rochester, NY (1958-1963), à l'institut Di Tella de Buenos Aires avec Alberto Ginastera (1963-1964) et à la Hochschule für Musik de Cologne où il a travaillé avec Karlheinz Stockhausen. En 1965-1966, il est rentré à Quito pour enseigner au Conservatorio Nacional de Música, mais il est retourné en Allemagne en 1966 pour assister aux cours de la Hochschhule für Musik de Cologne et les cours d'été de Darmstadt (1966-1967).
Maiguashca a travaillé en proche collaboration avec Stockhausen au studio de musique électronique de la Westdeutscher Rundfunk à Cologne de 1968 à 1972. Il a par ailleurs participé, avec l'ensemble de Stockhausen, à l'Expo 70 d'Osaka. Il a aussi préparé l'enregistrement de la composition collective Ensemble organisée par Stockhausen pour le cours de Darmstadt de 1967. En 1971, il a fondé avec d'autres compositeurs et interprètes le groupe Oeldorf, et a travaillé au Centre Européen pour la Recherche Musicale de Metz, ainsi qu'à l'IRCAM de Paris et au ZKM, Zentrum für Kunst und Medientechnologie de Karlsruhe.
Il a enseigné dans de nombreuses villes parmi lesquelles Metz, Stuttgart, Bâle, Quito et Györ. Entre 1990 et 2004, il a été professeur de musique électronique à la Musikhochschule de Fribourg, ville où il réside depuis 1996.

## Musique et écrits

### Œuvres
- Iridiscente, pour orchestre, objets sonores et électroacoustique, 2009
- Ton-Geographie IV pour installation sonore, violon, violoncelle, flûte, trombone et  objets sonores, 2007
- Boletín y elegía de las Mitas, Cantate scénique sur un  texte de César Dávila Andrade, 2006-7
- El Tiempo pour 2 flûtes, 2 clarinettes, 2 violoncelles, 2 percussions et électronique, 1999-2000
- mini-opéra Los Enemigos joué pour la première fois le 31 octobre 1997 à Karlsruhe en Allemagne.
- The Spirit Catcher pour violoncelle et électronique en direct, 1993
- La Seconde Ajoutée pour 2 pianos. 1985
- Fmelodies II pour violoncelle, percussion et bande magnétique, 1984
- ...y ahora vamos por aquí... œuvre pour 8 instruments et bande magnétique, 1977
- ÜBUNGEN  pour violon et synthétiseur, 1972
- AYAYAYAYAY musique concrète et électroacoustique, 1971

Catalogue complet disponible sur son « site de compositeur »(Archive.org • Wikiwix • Archive.is • Google • Que faire ?)

## Discographie
- Computer Music Currents 5 (Wergo 20252):

Mesias Maiguashca, Fmelodies II et œuvres de
J. Harvey, G. Loy, Kaija Saariaho, D. Smalley
- Reading Castañeda (Wergo 20532):

Mesias Maiguashca:
The Spirit Catcher, The Tonal, Sacatecas Dance, The Wings of Perception II, El Oro, The Nagual.
- FEEDBACK STUDIO KÖLN CD 2:

Mesias Maiguashca, Übungen pour violon & synthétiseur avec des œuvres de D. Johnson,
K. Barlow, S. Foretic, P. Eötvös et John McGuire.
K.O. Studio Fribourg
- ORGEL MUSIK UNSERER ZEIT IV:

Z. Szathmáry spielt Werke de Mesias Maiguashca (Nemos Orgel)
und W. Michel, Z. S Zathmáry, H. Otte, C. Lefebvre.
- SurPlus Contemporáneos:

Colection Sumak, Música académica ecuatoriana del Siglo XX
Mesias Maiguashca, La noche cíclica avec des œuvres de
J. Campoverde, P. Freire, A. Rodas, L. Enríquez, E. Flores y M. Estévez.
CCEN del Azuay

## Sources
- Anderson, Julian. 2000. "A Provisional History of Spectral Music". Contemporary Music Review 19, no. 2 (Spectral Music: History and Techniques): 7–22.
- Béhague, Gerard. 2001. "Maiguashca, Mesías."The New Grove Dictionary of Music and Musicians, 2nd édition, par Stanley Sadie et John Tyrrell. Londres: Macmillan Publishers; New York: Grove's Dictionaries of Music.
- Fürst-Heidtmann, Monika. 1993. "Mesias Maiguashca." En Komponisten der Gegenwart: Loseblatt-Lexikon — Nachlieferung 3, édité par Hanns-Werner Heister et Walter-Wolfgang Sparrer. Munich: Édition Text+Kritik.
- Kostakeva, Maria. 2001. "Die wandelnde Welt oder die Zeitkristalle? "Die Feinde" de Mesias Maiguashca. Musiktheater nach der Erzählung "Das geheime Wunder" de J.-L. Borges." En  Das Musiktheater in den audiovisuellen Medien: "… ersichtlich gewordene Taten der Musik", éd. Peter Csobádi, Gernot Gruber et Jürgen Kühnel, 526–34. Anif/Salzburg: Mueller-Speiser.  (ISBN 3851450744)
- Montague, Stephen. 1991. "Mesias Maiguashca." Contemporary Music Review 6, no. 1 (New Instruments for the Performance of Electronic Music/Live Electronics): 197–203.
- Müller, Hermann-Christoph. 1999. "Schlafende Schönheit: Musiktheaterstücke von Furukawa, Viñao und Maiguashca im ZKM Karlsruhe." MusikTexte: Zeitschrift für Neue Musik. no. 80 (August): 33–37.
- Stockhausen, Karlheinz. 1971. Texte zur Musik 3 (1963–1970). Édité par Dieter Schnebel. Cologne: Verlag M. DuMont Schauberg.

## Liens
- (de + es) Site du compositeur
- Tre Media Maison d'édition